# Пятница (Новгородский район)
Пя́тница — деревня в Новгородском районе Новгородской области, входит в состав Савинского сельского поселения.
Расположена на правом берегу реки Мста, в 7 км от деревни Новоселицы. Ближайшие населённые пункты: деревни Сопки, Рышево, Плашкино, на противоположном берегу — Новое Село.
В деревне имеется 12 улиц:
- Береговая
- Дачная
- Дорожная
- Лесная
- Мстинская
- Островная
- Пляжная
- Прибрежная
- Сосновая
- Хвойная
- Урожайный (переулок)
- Сиреневый (переулок)

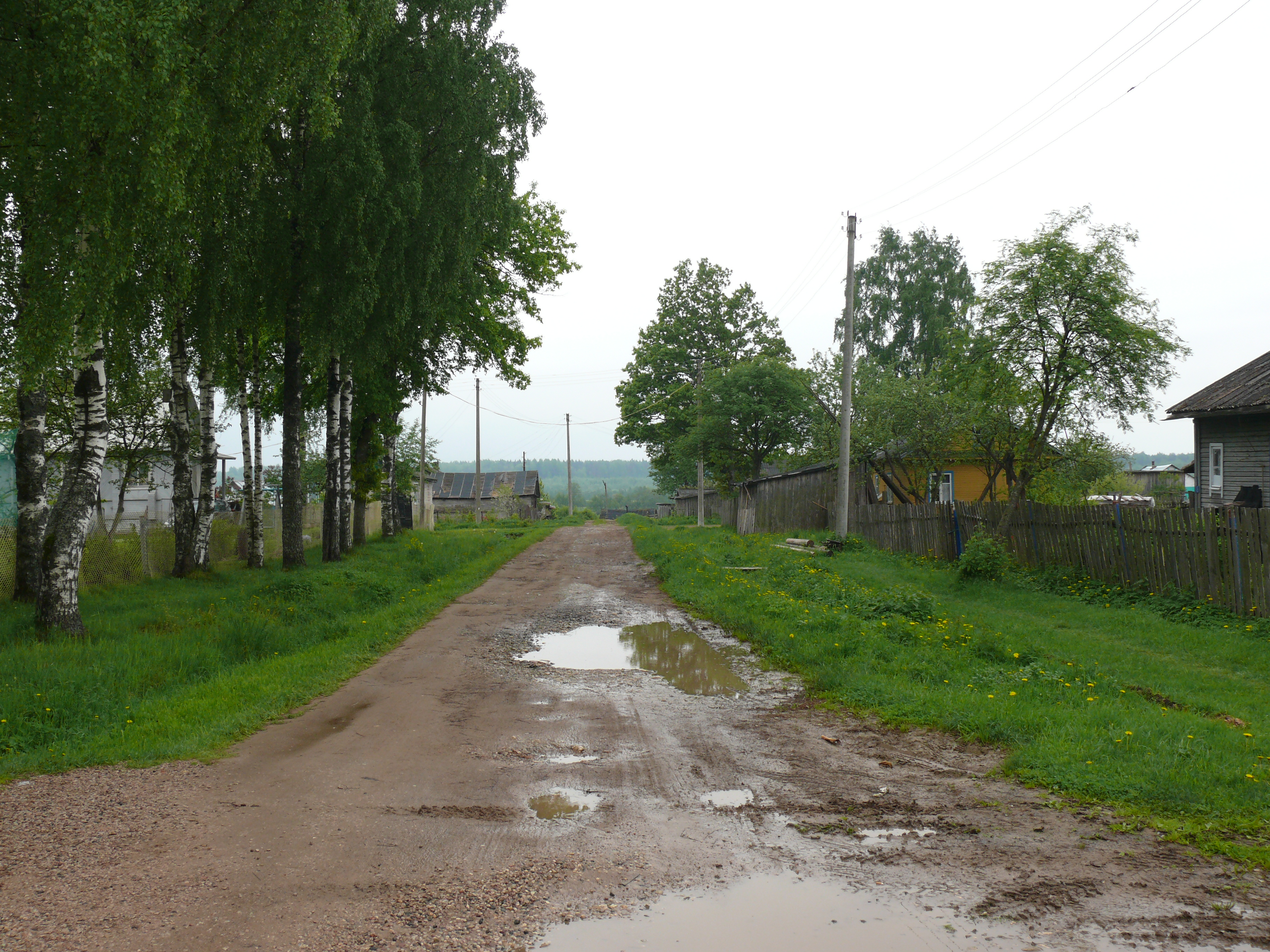
Дорога к реке от Лесной улицы

Деревня имеет регулярное прямое автобусное сообщение с областным центром — автобус № 103.
Недалеко от Пятницы находится Детский оздоровительный лагерь «Мста».
| 2010 |
| ---- |
| 114  |

## История
До весны 2014 года деревня входила в состав ныне упразднённого Новоселицкого сельского поселения.